# Sant Martí Sesgueioles
Sant Martí Sesgueioles – gmina w Hiszpanii, w prowincji Barcelona, w Katalonii, o powierzchni 3,8 km². W 2011 roku gmina liczyła 373 mieszkańców.